# Pseudacaromenes johnsoni
Pseudacaromenes johnsoni är en stekelart som först beskrevs av Cameron 1907.  Pseudacaromenes johnsoni ingår i släktet Pseudacaromenes och familjen Eumenidae. Inga underarter finns listade i Catalogue of Life.